# غاجوماك
غاجوماك هي بلدة في مقاطعة غيجدفان في ولاية بخارى في أوزبكستان.